# Гасанханлы
Гасанханлы́ (азерб. Həsənxanlı) — село в Агдамском районе Азербайджана.

## Этимология
Название происходит от фамилии рода Гасанханлыляр.

## История
Первые упоминания села датированы началом XX века.
В 1926 году согласно административно-территориальному делению Азербайджанской ССР село относилось к дайре Каркар Агдамского уезда.
После реформы административного деления и упразднения уездов в 1929 году был образован Афатлинский сельсовет в Агдамском районе Азербайджанской ССР.
Согласно административному делению 1961 и 1977 года село Гасанханлы входило в Афатлинский сельсовет Агдамского района Азербайджанской ССР.
В 1993 село перешло под контроль непризнанной Нагорно-Карабахской республики, а в 1994 вновь взято под контроль Азербайджанской армии.
В 1999 году в Азербайджане была проведена административная реформа и был учрежден Гаджытуралинский муниципалитет Агдамского района, куда и вошло село.

## География
Неподалёку от села протекает река Каркарчай.
Село находится в 18 км к востоку от райцентра Агдам, в 17 км к югу от временного райцентра Кузанлы. Ближайшая ж/д станция — Тазакенд.

## Население
| Численность населения |
| 1979                  |
| --------------------- |
| 510                   |

## Климат
В селе холодный семиаридный климат.

## Инфраструктура
1 октября 2011 года в село налажена поставка природного газа.
В селе расположены библиотека и средняя школа.